# Stanisław Grzędzielski
Stanisław Grzędzielski (ur. 10 kwietnia 1933 we Lwowie) – polski astronom, profesor doktor habilitowany, emerytowany profesor w Centrum Badań Kosmicznych PAN.

## Życiorys
Zapisał się do Polskiego Towarzystwa Miłośników Astronomii w 1948 roku. Dwa lata później rozpoczął studia astronomiczne na Wydziale Matematyki i Fizyki Uniwersytetu Warszawskiego. W 1962 roku obronił pracę doktorską pt. „Ekspansja gazu z centralnych części Galaktyki” (promotor: Stefan Piotrowski), w 1970 roku został doktorem habilitowanym na podstawie rozprawy „Badanie wiatru słonecznego z uwzględnieniem efektów pola magnetycznego i rotacji”, a w 1977 roku odebrał nominację profesorską. Był jednym z kluczowych twórców Centrum Badań Kosmicznych PAN (CBK PAN).
Przez wiele lat był pracownikiem naukowym CBK, obecnie w Pracowni Fizyki Układu Słonecznego i Astrofizyki tego Centrum. Interesuje się głównie własnościami materii międzyplanetarnej i heliosfery.

## Order
3 maja 1998 roku prezydent Aleksander Kwaśniewski odznaczył Stanisława Grzędzielskiego Krzyżem Komandorskim Orderu Odrodzenia Polski.

## Życie prywatne
Stanisław Grzędzielski jest synem Jerzego Grzędzielskiego i Julii z domu Najsarek.